# LiveJasmin
LiveJasmin è un sito web per adulti della AWEmpire, in cui è possibile chattare gratuitamente con migliaia di donne o uomini suddivisi in varie categorie, oppure eventualmente parlare con loro in privato dietro una forma di abbonamento.

## Storia
Fondato nel 2001 da György Gattyán, il sito web è rapidamente diventato famoso all'inizio degli anni 2000. Secondo le statistiche di Alexa, LiveJasmin a settembre 2011 è il quarantasettesimo sito web con il maggior numero di accessi, ed il primo fra i siti per adulti, benché questi risultati sono in parte influenzati dalla frequente pubblicità del sito tramite finestre pop-up.
Nel 2010 LiveJasmin ha vinto il riconoscimento XBIZ Awards nella categoria "Live Video Chat Of The Year".

## Riconoscimenti
AVN Awards
- 2013 - Best Live Chat Website[5]

XBIZ Awards
- 2010 - Live Video Chat of the Year[6]
- 2013 - Mobile Site of the Year[7]
- 2014 - Live Cam Site of the Year[8]
- 2014 - Mobile Site of the Year[9]
- 2016 - Adult Site of the Year - Live Cam - Europe[10]
- 2017 - Adult Site of the Year - Live Cam - Europe[11]

XBIZ Europa Awards
- 2018 - Cam Site of the Year[12]